# Мануель Торрес (борець)
Мануель Александер Торрес (ісп. Manuel Alexander Torres; нар. 20 січня 1987) — венесуельський борець греко-римського стилю, срібний призер Панамериканського чемпіонату, срібний призер Південноамериканських ігор, срібний призер Центральноамериканських і Карибських ігор.

## Життєпис
Боротьбою почав займатися з 1996 року. У 2003 році здобув срібну медаль Панамериканського чемпіонату серед кадетів.
Тренер — Мічел Вальморес.

## Спортивні результати на міжнародних змаганнях

### Виступи на Чемпіонатах світу
| Змагання                        | Збірна    | Вагова категорія                 | Місце |
| ------------------------------- | --------- | -------------------------------- | ----- |
| Чемпіонат світу з боротьби 2011 | Венесуела | греко-римська боротьба, до 66 кг | 31    |

### Виступи на Панамериканських чемпіонатах
| Змагання                                   | Збірна    | Вагова категорія                 | Місце  |
| ------------------------------------------ | --------- | -------------------------------- | ------ |
| Панамериканський чемпіонат з боротьби 2011 | Венесуела | греко-римська боротьба, до 66 кг | 7      |
| Панамериканський чемпіонат з боротьби 2013 | Венесуела | греко-римська боротьба, до 66 кг | Срібло |
| Панамериканський чемпіонат з боротьби 2014 | Венесуела | греко-римська боротьба, до 66 кг | 5      |

### Виступи на Панамериканських іграх
| Змагання                  | Збірна    | Вагова категорія                 | Місце |
| ------------------------- | --------- | -------------------------------- | ----- |
| Панамериканські ігри 2011 | Венесуела | греко-римська боротьба, до 66 кг | 8     |

### Виступи на Південноамериканських іграх
| Змагання                       | Збірна    | Вагова категорія                 | Місце  |
| ------------------------------ | --------- | -------------------------------- | ------ |
| Південноамериканські ігри 2010 | Венесуела | греко-римська боротьба, до 66 кг | Срібло |

### Виступи на Центральноамериканських і Карибських іграх
| Змагання                                               | Збірна    | Вагова категорія                 | Місце  |
| ------------------------------------------------------ | --------- | -------------------------------- | ------ |
| Центральноамериканські і Карибські ігри 2010 (Маягуес) | Венесуела | греко-римська боротьба, до 66 кг | Срібло |

### Виступи на інших змаганнях
| Змагання                         | Збірна    | Вагова категорія                 | Місце |
| -------------------------------- | --------- | -------------------------------- | ----- |
| Кубок Гранми з боротьби 2011     | Венесуела | греко-римська боротьба, до 66 кг | 5     |
| Гран-прі Іспанії з боротьби 2011 | Венесуела | греко-римська боротьба, до 66 кг | 11    |
| Гран-прі Іспанії з боротьби 2013 | Венесуела | греко-римська боротьба, до 66 кг | 12    |
| Золотий Гран-прі з боротьби 2015 | Венесуела | греко-римська боротьба, до 71 кг | 5     |

### Виступи на змаганнях молодших вікових груп
| Змагання                                                 | Збірна    | Вагова категорія                 | Місце  |
| -------------------------------------------------------- | --------- | -------------------------------- | ------ |
| Панамериканський чемпіонат з боротьби серед кадетів 2003 | Венесуела | греко-римська боротьба, до 63 кг | Срібло |